# سد وادي الوشكة
سد وادي الوشكة هو سد خرساني يقع في وادي الوشكة علي بعد 29 كيلومتر جنوب غرب بلدة سوكنةجنوب ليبيا.
والغرض الرئيسي من إنشاء السد هو التحكم في الفيضانات وإمداد المناطق الزراعية بالمياه.
استغرق بناء السد عامين حيث بدأت عمليات الإنشاء في عام 2004 وانتهت في عام 2006 وكانت التكلفة الإجمالية لإنشاءه هي 5 مليون دولار أمريكي.